# Satureja montana
Espèce
Satureja montana, la sarriette des montagnes , sariette d'hiver ou sarriette vivace , est une espèce de plantes à fleurs de la famille des Lamiaceae. C'est un sous-arbrisseau trouvée en Europe et en Asie occidentale. C'est aussi une plante condimentaire aromatique et médicinale.

## Description
- Hauteur : 15 - 40 cm, à tiges ascendantes ou dressées
- feuilles coriaces, lancéolées-linéaires, très aiguës, ciliées aux bords
- fleurs rosées ou blanches, en grappes terminales
  - calice en tube, à dents un peu inégales, égalant à peine le tube
  - corolle très saillante, à tube long de 6-7 mm

D'après la flore de l'Abbé H. Coste

### Caractéristiques
Organes reproducteurs
- Couleur dominante des fleurs : blanc, rose
- Période de floraison : juillet - septembre
- Inflorescence : glomérule
- Sexualité : hermaphrodite
- Pollinisation : entomogame

Graine
- Fruit : akène
- Dissémination : barochore

Habitat et répartition
- Habitat type : garides basophiles sub/supraméditerranéennes, mésohydriques, thermophiles des préalpes
- Aire de répartition : méditerranéen(eury)-atlantique(eury)

Données d'après : Julve, Ph., 1998 ff. - Baseflor. Index botanique, écologique et chorologique de la flore de France. Version : 23 avril 2004.

## Culture
Sa zone de rusticité se situe entre 6 et 8.

## Composition
Le principal constituant est p-thymol.

## Utilisations

### Cuisine
La sarriette des montagnes était utilisée comme conservateur des aliments.
Elle s'utilise comme aromate dans les soupes, sauces, grillades, salades. 

### Médecine
Elle a pour qualité d'être antibiotique, antiseptique et stimulante,.

## Galerie

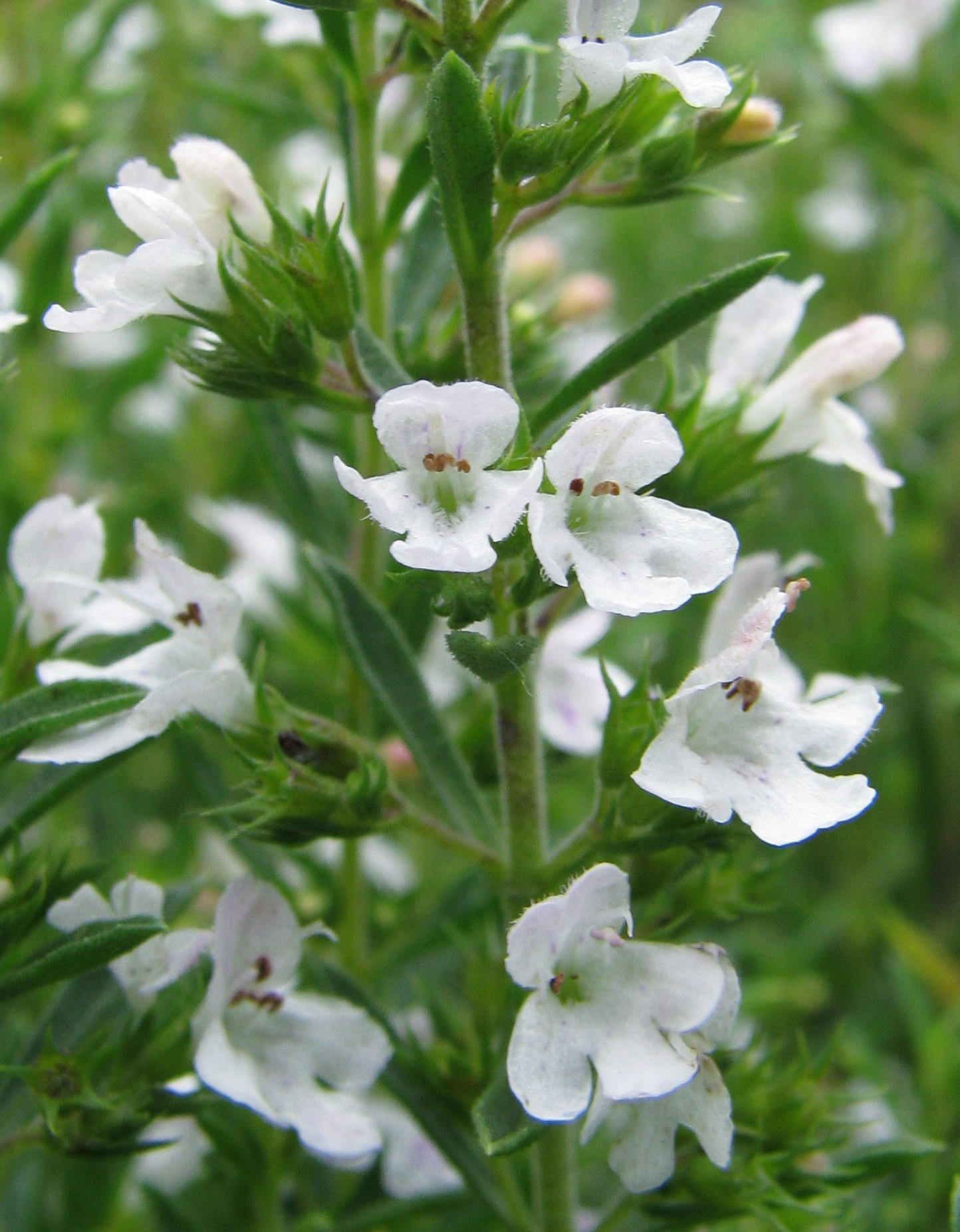
Fleurs.